# Одри, Жаклин
Жаклин Одри (фр. Jacqueline Audry; 25 сентября 1908, Оранж, франция — 22 июня 1977, Пуасси, Франция) — французский режиссер, начала снимать фильмы в послевоенной Франции, специализировалась на литературных экранизациях. Стала первой женщиной-режиссером в послевоенной Франции, ленты которой имели коммерческий успех. 

## Биография
Начала карьеру в кино как ассистент режиссера (Жан Деланнуа, Георг Вильгельм Пабст, Макс Офюльс). В 1943 году снимает свой первый собственный фильм. 
После окончания Второй мировой войны и освобождения Франции, было открыто гораздо больше возможностей для женщин, но отношение к ним в кино оставалось предвзятым. Первый выдающийся фильм Жаклин Одри — «Несчастья Софи», одноименному роману графини де Сегюр, который был запрещен за «политическую неуместность». 
В 40-х и 50-х снимает три ленты по романам выдающейся французской писательницы Колетт «Жижи», «Минное», «Мицуи», с актрисой Даниэль Делорм.
В 1951 году Одри снимает фильм «Оливия» (по автобиографическому роману Дороти Бусси), сам фильм был назван «новым этапом в изображении лесбиянок в кино». Из-за противоречивого содержания фильм был запрещен в Англии и Америке. 
Жаклин Одри погибла 22 июня 1977 года в автомобильной катастрофе в Пуасси, Франция.